# Cribroheros alfari
Espèce
Statut de conservation UICN

 LC  : Préoccupation mineure
Cribroheros alfari, communément appelé Cichlidé pastel, est une espèce de poissons d'eau douce originaire de l'est du Honduras, du Nicaragua et du Costa Rica, en Amérique du Sud, appartenant à la famille des Cichlidés. Il atteint généralement de 20 cm à 22 cm de longueur.

## Description
Le Cichlidé pastel se distingue par plusieurs caractéristiques morphologiques notables. La plupart des spécimens présentent une tête jaune, un ventre rosâtre, et des rayons jaunes sur la nageoire pelvienne. Six bandes transversales ornent leur corps, et une marge rouge borde la nageoire dorsale, similaire à celle observée chez les Thorichthys. La distinction entre mâles et femelles peut être subtile : les mâles atteignent généralement une taille légèrement supérieure, environ 16 centimètres, et possèdent un profil de tête plus anguleux. En revanche, les femelles, ne dépassant généralement pas 13 centimètres, affichent un contraste plus marqué et présentent souvent une zone sombre entre le 7ème et le 12ème rayon de la nageoire dorsale.
La variabilité morphologique de Cribroheros alfari est significative, avec des différences notables dans la longueur du corps, la hauteur, la longueur de la queue et de la nageoire dorsale, ainsi que dans la ligne latérale, les marques et la couleur. Même au sein d'un même bassin fluvial, les poissons peuvent présenter diverses formes.
Le Cichlidé pastel est un pondeur sur substrat découvert. La femelle est mature lorsqu'elle atteint une taille d'environ 10 cm. Les œufs éclosent quatre jours après la ponte et les alevins sont déposés dans des cuvettes creusées par les parents. Ces derniers s'occupent des alevins pendant sept jours, puis ceux-ci peuvent nager librement. Il a été observé tant en aquarium qu'en milieu naturel que les parents nourrissent activement leurs petits, ce qui n'est pas un comportement courant chez les poissons.

## Systématique
Le nom valide complet (avec auteur) de ce taxon est Cribroheros alfari (Meek, 1907).
Cribroheros alfari a pour synonymes :
- Cichlosoma atromaculatum lethrinus Regan, 1908
- Amphilophus alfari (Meek, 1907)
- Astatheros alfari (Meek, 1907)
- Cichlasoma alfari Meek, 1907
- Cichlasoma alfaroi Meek, 1907
- Cichlasoma bouchellei Fowler, 1923
- Cichlasoma lethrinus Regan, 1908
- Cichlosoma lethrinus Regan, 1908

## Étymologie
En référence à la stratégie d'alimentation par tamisage du substrat, le nom de genre dérive du nom latin cribrum signifiant tamis (le verbe crībrō signifiant tamiser ou filtrer), combiné avec l'ancien genre de cichlidés Heros signifiant héros. Le nom spécifique a été donné en référence à Don Anastasio Alfaro (1865–1951) qui était un archéologue, géologue, ethnologue, zoologiste et célèbre écrivain costaricien.

## Publication originale
- Meek, S. E. (1907). Notes on fresh-water fishes from Mexico and Central America. Field Columbian Museum, Zoological Series. v. 7 (no. 5): 133-157 [(en) lire en ligne (page consultée le 27 mars 2025)] .

## Distribution géographique
Le Cichlidé pastel est natif des versants atlantiques de l'est du Honduras, du Nicaragua et du Costa Rica, en Amérique Centrale.

## Habitat naturel
Le Cichlidé pastel évolue dans des eaux claires et courantes, riches en oxygène. Selon les sources, la dureté va de 2 à 10° dH ou de 5 à 20 GH et le pH serait de 6,5 à 7,0 ou de 7,0 à 7,8. La température varie entre 20° et 34 °C ou 23° et 30 °C.
Dans la nature, le fond est recouvert de petits cailloux et de racines, avec pour seule végétation les plantes des berges qui retombent dans l'eau. Les cichlidés pastels vivent généralement en couple et sont agressifs envers leurs semblables.

## Alimentation
Les poissons du genre Amphilophus mangent les détritus au fond de l'eau. Le régime alimentaire naturel du cichlidé pastel est donc varié, et en captivité, il tolère bien la plupart des nourritures commerciales.

## Maintenance en aquarium
Pacifique avec les autres espèces, à élever en couple. Disposer d'un bac d'au moins 1,25 à 1,50 m de façade, avec un espace dégagé puisque le cichlidé pastel nage beaucoup. Tient tête aux autres cichlidés de même ou plus grande taille.
| Origine         | Amérique du Sud    | Eau           | Eau douce      |
| Dureté de l'eau | 02-12 °GH          | pH            | 6,5-8,0        |
| Température     | Entre 23 et 28 °C  | Volume mini.  | 400 L          |
| Alimentation    | Omnivore           | Taille adulte | De 20 à 22 cm  |
| Reproduction    | Substrat découvert | Zone occupée  | Milieu et fond |
| Sociabilité     | Interespèce        | Difficulté    | Facile         |